# TKO (cântec)
„TKO” este un cântec înregistrat de compozitorul și cântărețul american Justin Timberlake pentru al patrulea lui album de studio, The 20/20 Experience – 2 of 2 (2013). Timberlake a scris și produs cântecul împreună cu Timothy „Timbaland” Mosley și Jerome „J-Roc” Harmon, cu ajutorul lui James Fauntleroy și o parte din cântecul lui Barry White, „Somebody's Gonna off the Man”. A fost lansat ca al doilea single de pe The 20/20 Experience – 2 of 2 pe 20 septembrie 2014. De asemenea, a fost lansat un remix al piesei făcut de rapperii J. Cole, ASAP Rocky și Pusha T, cunoscut ca și Black Friday Remix. Versurile folosesc metafore pentru a explica cum se simte cineva când își vede fosta iubita cu alt băiat. 
TKO a fost premiat cu discul de aur de către Music Canada, deși nu a reușit să ajunga în majoritatea topurilor internaționale. Părerile au fost împărțite, unii considerând o schimbare modernă al stilului lui Timberlake, iar alții considerând piesa o decădere. Videoclipul muzical de 7 minute a fost lansat în octombrie 2013, unde nepoata lui Elvis Presley, Riley Keough joacă rolul iubitei lui Timberlake.

## Versiuni
- Versiune digitală

1. „TKO” – 7:04

### Remixuri
- Versiune digitală – Black Friday Remix

1. „TKO” (Black Friday Remix) (feat. J. Cole, ASAP Rocky și Pusha T) – 4:32

## Topuri
| Topuri (2013–14)                         | Poziție de top |
| ---------------------------------------- | -------------- |
| Australia Urban (ARIA)                   | 24             |
| Belgia (Ultratip Flanders)               | 5              |
| Belgia (Ultratop Flanders Urban)         | 23             |
| Belgia (Ultratip Wallonia)               | 13             |
| Bulgaria (IFPI)                          | 4              |
| Canada (Canadian Hot 100)                | 28             |
| Canada CHR/Top 40 (Billboard)            | 10             |
| Canada Hot AC (Billboard)                | 34             |
| Franța (SNEP)                            | 163            |
| Germania (Media Control Charts)          | 71             |
| Irlanda (IRMA)                           | 51             |
| Lebanon (The Official Lebanese Top 20)   | 13             |
| Coreea de Sud (Gaon Chart)               | 155            |
| Coreea de Sud (Gaon International Chart) | 5              |
| Elveția (Schweizer Hitparade)            | 68             |
| UK R&B (Official Charts Company)         | 15             |
| UK Singles (Official Charts Company)     | 58             |
| US Billboard Hot 100                     | 36             |
| US Hot R&B/Hip-Hop Songs (Billboard)     | 9              |
| US Adult Top 40 (Billboard)              | 36             |
| US Mainstream Top 40 (Billboard)         | 12             |
| US Rhythmic (Billboard)                  | 10             |

| Topuri (2013)                            | Poziție de top |
| ---------------------------------------- | -------------- |
| Coreea de Sud (Gaon International Chart) | 52             |

| Topuri (2013)                        | Poziție |
| ------------------------------------ | ------- |
| Belgia (Ultratop Flanders Urban)     | 99      |
| US Hot R&B/Hip-Hop Songs (Billboard) | 74      |
| US Mainstream Top 40 (Billboard)     | 88      |

## Certificații
| Regiune | Certificări | Vânzări |
| --- | ----------- | ------- |
| Canada (Music Canada) | Aur         | 5,000^  |
| Sumar |             |         |
| *cifrele de vânzări sunt bazate pe un singur certificat ^cifrele cargo sunt bazate pe un singur certificat xcifrele nespecificate sunt bazate pe un singur certificat |             |         |

## Datele lansării
| Țara         | Data               | Format            | Casa de discuri |
| ------------ | ------------------ | ----------------- | --------------- |
| Franța       | 20 septembrie 2013 | versiune digitală | Sony            |
| Germania     | 20 septembrie 2013 | versiune digitală | Sony            |
| Italia       | 20 septembrie 2013 | versiune digitală | Sony            |
| Regatul Unit | 20 septembrie 2013 | versiune digitală | RCA             |
| SUA          | 20 septembrie 2013 | versiune digitală | RCA             |
| SUA          | 24 septembrie 2013 | radio contemporan | RCA             |
| Italia       | 18 octombrie 2013  | radio contemporan | Sony            |